# Partners (pel·lícula de 1913)
Partners és una pel·lícula muda de l'Éclair American escrita i dirigida per Oscar A.C. Lund i protagonitzada pel mateix Lund, Barbara Tennant i Edward Roseman.(REF1) La pel·lícula, de dues bobines, es va estrenar el 19 de novembre de 1913.

## Argument
David Donneley i James Burns són socis en un negoci i s’enamoren de dues noies. Malauradament el negoci no prospera i l'empresa entra en fallida. Les noies, quan saben la notícia, trenquen els seus compromisos. Tots dos decideixen marxar al nord-oest. Allà, la seva canoa queda atrapada en un remolí en el que quasi moren i acaben a la casa d’un vell miner que té una filla cega. L’home no hi és ja que està treballant en una mina secreta però la filla els dona la benvinguda. Arriba el vespre i com que el miner no torna surten a buscar-lo. L’acaben trobant destrossat al peu d’un canó solitari. En saber-ho, la noia queda desolada i ells parlen de com fer per fer-li tornar la visió. Contacten amb un amic seu que és una eminència en la matèria i aquest examina la noia. Mentre està realitzant una operació molt delicada es produeix la interrupció d’una criada índia cosa que els fa creure que la noia ha perdut la visió per sempre. Afortunadament és una falsa alarma i en poques setmanes la noia recupera la visió. Un dia, mirant un vell llibre escrit en Braille, troba un mapa del seu pare mostrant la ubicació de la seva mina secreta.
Ho explica als nois que immediatament marxen a localitzar la mina d’or. Viatgen a través de penya-segats perillosos i canyons deserts, i després d’escapar-se per un pèl de molts perills troben la mina. En tornar, intenten escalar un penya-segat que havien baixat mitjançant cordes al matí. Quan es troben gairebé a dalt, David perd el seu punt de trobada i troba que el pes de James, que està penjat a la corda uns quants metres més avall, els estimbarà tots dos. James, amb un ganivet, talla la corda per sobre del seu cap i va cau mentre que David pot arribar al cim.

## Repartiment
- Oscar A.C. Lund (David Donnelly)
- Edward Roseman (James Burns)
- Will E. Sheerer (vell miner)
- Barbara Tennant (filla del miner)
- Alec B. Francis (el metge)
- Helen Marten (criada índia)